# Acteon melampoides
Acteon melampoides är en snäckart som beskrevs av Dall 1881. Acteon melampoides ingår i släktet Acteon och familjen Acteonidae. Inga underarter finns listade i Catalogue of Life.